# Coop57
Coop57 és una cooperativa de serveis financers destinada a fer operacions de préstec a les entitats i cooperatives que en són sòcies. Aquestes operacions s'engloben en el que es coneix per banca ètica o economia social.
La cooperativa es va fundar a Barcelona l'any 1995, i actualment està implantada a diferents indrets: Aragó (des del 2005), Castella (des del 2006), Galícia (des del 2007) i Andalusia (des del 2008). L'any 2009 tenia la seu social al carrer de Méndez Núñez, 1, pral. 2a; i tenia un total de 270 entitats sòcies (179 a Catalunya) i 767 persones sòcies col·laboradores (465 a Catalunya). Els comptes corrents estan ubicats a l'Aragó i al País Basc. Anualment es fa una Assemblea General on es decideixen qüestions d'interès per a les persones associades.

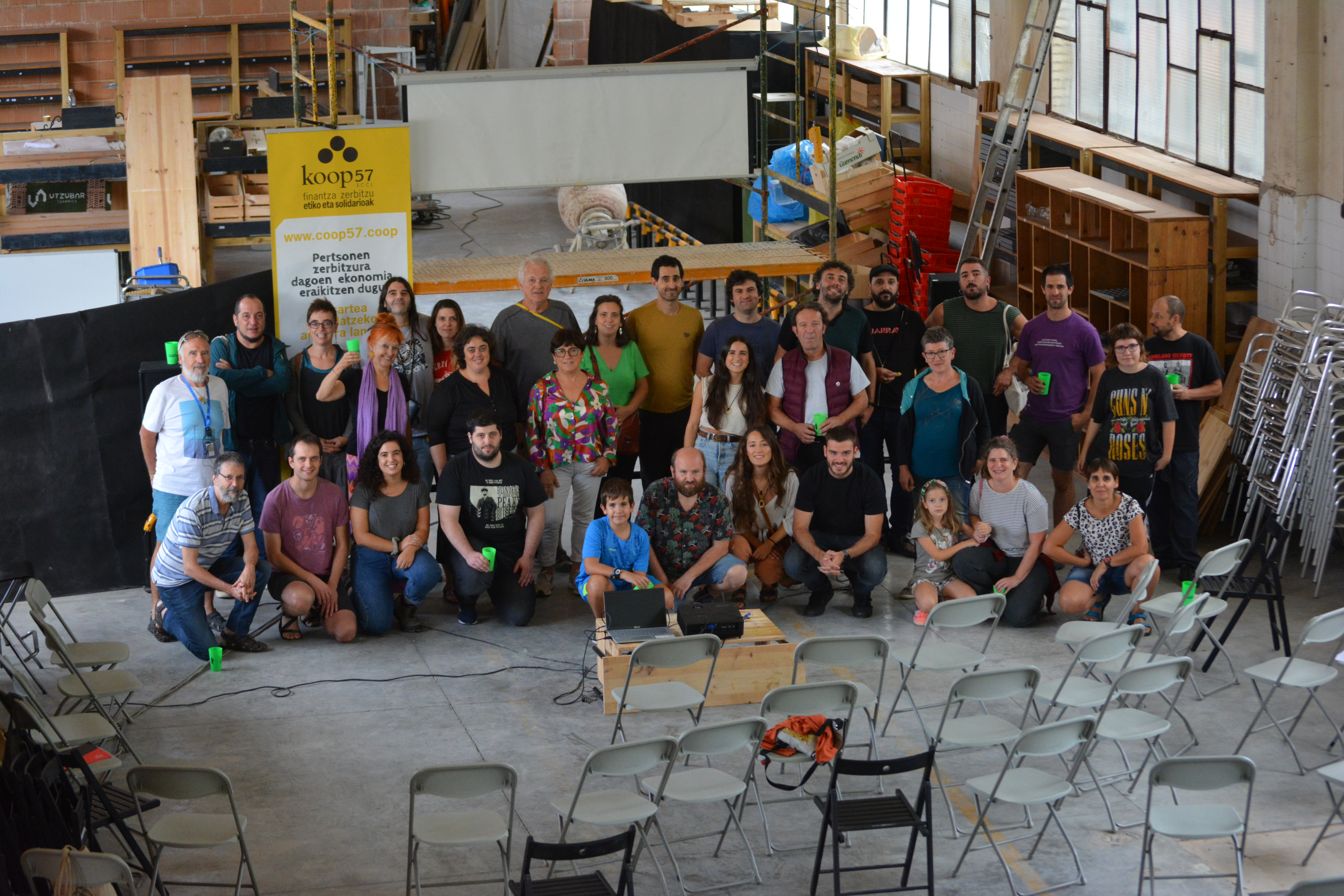
Assemblea al País Basc de Coop57

Els fons financers de Coop57 provenen dels seus socis, que per la seva naturalesa es poden classificar en:
- Persones jurídiques: entitats, fundacions, organitzacions, col·lectius i cooperatives d'economia social.
- Persones físiques.

Els fons recaptats s'utilitzen per a fer diferents tipus de préstecs a les persones jurídiques. A diferència de les cooperatives de crèdit, les persones físiques no poden ser destinatàries de préstecs i només poden dipositar-hi els seus estalvis.